# Auchenipterichthys thoracatus
Auchenipterichthys thoracatus (Kner, 1858) è un pesce d'acqua dolce appartenente alla famiglia Auchenipteridae.

## Descrizione
A. thoracatus presenta una testa larga, con occhi grandi e apertura boccale ampia e orizzontale. Il corpo ha sezione triangolare, è muscoloso e robusto. Le pinne sono carnose, sostenute da un aculeo rigido come primo raggio. La pinna caudale è ampia e a delta. La livrea prevede una colorazione variabile dal verde marcio al bruno scuro su tutto il corpo, ad eccezione del ventre biancastro. Il fondo è finemente puntinato in modo regolare di bianco. Le pinne sono bruni a fasce trasparenti.
Raggiunge una lunghezza massima di 11 cm.

## Biologia

### Riproduzione
La fecondazione è esterna, come per le altre specie della famiglia Auchenipteridae.

## Distribuzione e habitat
Questa specie è diffuso nei fiumi amazzonici: oltre al Brasile si ritrova anche nelle acque del Perù, sino alla città di Iquitos.